# Josef Tomášek (1904)
Josef Tomášek (10. března 1904 Praha – 15. dubna 1979) byl český a československý sportovní plavec a pólista, účastník tří olympijských her v letech 1924–1936.
Závodnímu plavání a vodnímu pólu se věnoval od roku 1920 v pražském plaveckém klubu AC Sparta Praha. V plavání se specializoval na sprinty. Jeho rychlosti využíval tým ve vodním pólu při rozehrávce. V závěru sportovní kariéry hrál na postu obránce.
Účastnil se celkem tří olympijských her. Poprvé startoval v roce 1924 na olympijských hrách v Paříži, podruhé roku 1928 na olympijských hrách v Amsterdamu a potřetí v roce 1936 na olympijských hrách v Berlíně. Po skončení sportovní kariéry pracoval jako funkcionář, trenér a rozhodčí.